# Juan Manuel Moreno Bonilla
Juan Manuel Moreno Bonilla   (Barcelona, 1 de maig de 1970) és un polític andalús, president de la Junta d'Andalusia des de 2019 i president del PP d'Andalusia des de 2014.